# Cimitirul „Eternitatea” din Iași

Monumentul funerar al primei persoane înmormântate în Cimitirul „Eternitatea” din Iași, copilul Gaston Etiènne Soutzo (1871-1873).

Biserica „Sfântul Gheorghe” din Cimitirul „Eternitatea” din Iași.

Cimitirul „Eternitatea” este un monument istoric și cel mai mare cimitir din municipiul Iași.

## Istoric
Cimitirul „Eternitatea” a fost înființat la inițiativa lui Scarlat Pastia, primar al Iașului și filantrop și a fost amenajat la periferia orașului, pe terenul numit „Via lui Dragoș” situat pe dealul Tătărași, teren aflat în proprietatea lui Pastia și pe care acesta l-a donat urbei. Cimitirul trebuia să înlocuiască numeroasele cimitire bisericești ale Iașului, cimitire care erau destinate a dispărea pentru a asigura salubritatea orașului și a permite sistematizarea urbană.
În actul de donație primarul Pastia punea trei condiții:
- cimitirul să se numească Eternitatea;
- organizarea cimitirului să fie realizată în decurs de doi ani;
- municipalitatea să construiască o stradă care să lege orașul de cimitir.[2]

Deși terenul a fost donat în anul 1868, amenajările au durat mai mult de doi ani astfel încât primele înhumări au fost făcute începând cu anul 1876. La 1 septembrie a fost reînhumat aici Gaston Etiènne Soutzo, un copil de 17 luni decedat în 1873, care inițial fusese înhumat într-un cimitir de lângă una din bisericile Iașului.
Cele mai frumoase și impunătoare monumente funerare din acest cimitir au fost realizate de către sculptorii pietrari Frederic Fairing (1863-1935) și Salvador Scutari (1880-1932), ambii înmormântați în același cimitir.

## Biserica „Sfântul Gheorghe”
Biserica „Sfântul Gheorghe” din cimitirul „Eternitatea” a fost ctitorită de Scarlat Pastia, arhitectul acesteia fiind Ștefan Emilian, profesor la Universitatea din Iași. Construcția bisericii a fost realizată între anii 1872-1873.

## Secțiunea militară
În secțiunea militară a cimitirului „Eternitatea” sunt înhumați atât soldați români, germani, ruși și francezi căzuți în Primul Război Mondial, cât și soldați români, germani și ruși căzuți în cel de-al Doilea Razboi Mondial. Cimitirul militar cuprinde morminte individuale, gropi comune și mai multe monumente construite în onoarea militarilor căzuți, aparținând diferitelor națiuni participante la cele două conflicte mondiale.

## Personalități înmormântate
Aici sunt înmormântate numeroase personalități cum ar fi:

### Arhitecți
- George Matei Cantacuzino  (1899 – 1960)

### Artiști
- Gavriil Musicescu (1847 - 1903), compozitor, muzicolog și dirijor
- Aristizza Romanescu (1854 - 1918), actriță
- Eduard Caudella (1841 - 1924), compozitor, violonist, dirijor, profesor și critic de muzică
- Agatha Bârsescu (1857 - 1939), actriță
- Aglae Pruteanu (1866 - 1941) actriță
- Constantin Ramadan (1896 - 1958), actor
- Nicolae Popa (1901 - 1962), pictor, grafician
- Miluță Gheorghiu (1897 - 1971), actor
- Nicolae Veniaș (1902 - 1978), actor
- Mihai Cămăruț (1904 - 1981), pictor
- Victor Mihăilescu-Craiu (1908 - 1981), pictor
- Vasile Cănănău (1910-1982), interpret muzică populară
- Teofil Vâlcu (1931 - 1993), actor
- Sabin Bălașa (1932 - 2008), pictor, autor și regizor film
- Dumitru Crețu, compozitor, clarinetist și Dirijor la ,,Doina Moldovei''
- Octavian Crețu, compozitor, violonist  și Dirijor la ,,Doina Moldovei''

### Generali români
- Mihail Cristodulo Cerchez (1839 - 1885)
- Scarlat Scheletti (1842 - 1913)
- Radu Korne (1895 -1949)
- Constantin Milicescu
- Panait Botez
- Ioachim Cosmita
- Dumitru Racoviță

### Istorici
- Gheorghe Ghibănescu (1864 - 1936)
- N.A. Bogdan (Nicolai Andriescu Bogdan), (1858 - 1939)

### Oameni de știință
- Vasile Conta (1845 - 1882), filosof
- Anastasie Fătu (1816 - 1886), medic
- Grigore Cobălcescu (1831 - 1892), geolog
- Petru Poni (1841 - 1925), chimist
- Emil Savini (1880 - 1929), medic
- Alexandru I. Philippide (1859 - 1933), filolog
- Petre Andrei (1891 - 1940), sociolog
- Radu Cernătescu (1894 - 1958), chimist
- Gheorghe Tudoranu (1892 - 1963), medic, decan al facultății de medicină din Iași (1942 - 1944)
- Ilie Matei (1895 - 1969), chimist
- Ștefan Procopiu (1890 - 1972), fizician
- Petre Botezatu (1911 - 1981), logician
- Visarion-Constantin Mândru

### Oameni politici
- Anastasie Panu (1810 - 1867)
- Mihail Kogălniceanu (1817 - 1891)
- Vasile Adamachi (1817 - 1892)
- Scarlat Pastia (1827 - 1900)
- George Mârzescu (1834 - 1901)
- Vasile Pogor (1833 - 1906)
- Nicolae Gane (1838 - 1916)
- George G. Mârzescu (1876 - 1926)
- Alexandru A. Bădărău (1859 - 1927)
- Ioan Manciuc (1929 - 1979)
- Emil Alexandrescu (1937 - 1992)
- Dumitru Nagîț (1949 - 2003)
- Constantin Simirad (1941 - 2021)

### Personalități locale
- Grigorie Carp (? - 1856), postelnic
- Maria Obrenovici (Elena Maria Catargiu), (1835 - 1876), prințesă
- Costache Carp (1838 - 1880), vornic
- Eliza Balș (1841 - 1898), contesă
- Constantin Langa (1829 - 1914), colonel
- Alexandru A. Ventonic (1904 - 1941), medic
- Virgil Săhleanu (1946 - 2000), inginer
- Vasile Mocanu (2022), deputat
- Gheorghe Amira

### Personalități religioase
- Calinic Dima (1834 - 1887), episcop ortodox de Huși
- Ieremia Dârțu (1816 - 1893), arhiereu ortodox
- Marcu Glaser (1880 - 1950), episcop catolic

### Scriitori
- Alexandru Lambrior (1845 - 1883)
- Ion Creangă (1837 - 1889)
- Vasile Adamachi (1817 - 1892)
- Nicolae Beldiceanu (1844 - 1896)
- Aron Densușianu (1837 - 1900)
- Dimitrie Anghel (1872 - 1914)
- Barbu Ștefănescu Delavrancea (1858 - 1918)
- Ana Conta-Kernbach (1866 - 1921)
- Garabet Ibrăileanu (1871 - 1936)
- George Topârceanu (1886 - 1937)
- Mihai Codreanu (1876 - 1957)
- Otilia Cazimir (n. Alexandrina Gavrilescu), (1894 - 1967)
- George Lesnea (1902 - 1979)
- Petru Culianu (1950 - 1991), scriitor
- Ioanid Romanescu (1937 - 1996)
- Aurel Leon (1911 - 1996)
- Vasile Constantinescu (1943 - 2004)
- Cezar Ivănescu (1941 - 2008)

### Sportivi celebri
- Mircea David ("Il Dio"), (1914 - 1993), fotbalist
- Mihai Romilă (Romilă II), (1950 - 2020), fotbalist